# Condylostylus chalybeus
Condylostylus chalybeus är en tvåvingeart som först beskrevs av Van Duzee 1914.  Condylostylus chalybeus ingår i släktet Condylostylus och familjen styltflugor.
Artens utbredningsområde är Pennsylvania. Inga underarter finns listade i Catalogue of Life.